# 1990年代の建築
1990年代の建築についての概要である。

## 日本の主要作品
- 沖縄県庁舎（1990年 黒川紀章）
- 水戸芸術館 （1990年 磯崎新）
- 東京都庁舎 （1990年 丹下健三）
- 好日居 （1990年 齋藤裕）
- 八代市立博物館・未来の森ミュージアム （1991年 伊東豊雄）
- 神長官守矢史料館 （1991年 藤森照信）
- 丸亀市猪熊弦一郎現代美術館 （1991年 谷口吉生）
- ホテル川久（1991年 永田祐三）
- ネクサスワールド （1991-1992年 スティーヴン・ホール、石山修武、レム・コールハース、マーク・マック、クリスチャン・ド・ポルザンパルク、オスカー・トゥスケ）
- 直島コンテンポラリーアートミュージアム （1992年 安藤忠雄）
- 梅田スカイビル （1993年 原広司）
- サントリーミュージアム （1994年 安藤忠雄）
- 大阪府立近つ飛鳥博物館 （1994年 安藤忠雄）
- 植村直己冒険館 （1994年 栗生明）
- 関西国際空港旅客ターミナルビル （1994年 レンゾ・ピアノ）
- 彩の国さいたま芸術劇場 （1994年 香山壽夫）
- 植田正治写真美術館 （1995年 高松伸）
- MIHO MUSEUM （1997年 イオ・ミン・ペイ）
- 東京国際フォーラム （1997年 ラファエル・ヴィニオリ）
- 京都駅 （1997年 原広司）
- 風の丘葬斎場 （1997年 槇文彦）
- 新国立劇場 （1997年 柳澤孝彦）
- 東京国立博物館法隆寺宝物館 （1999年 谷口吉生）

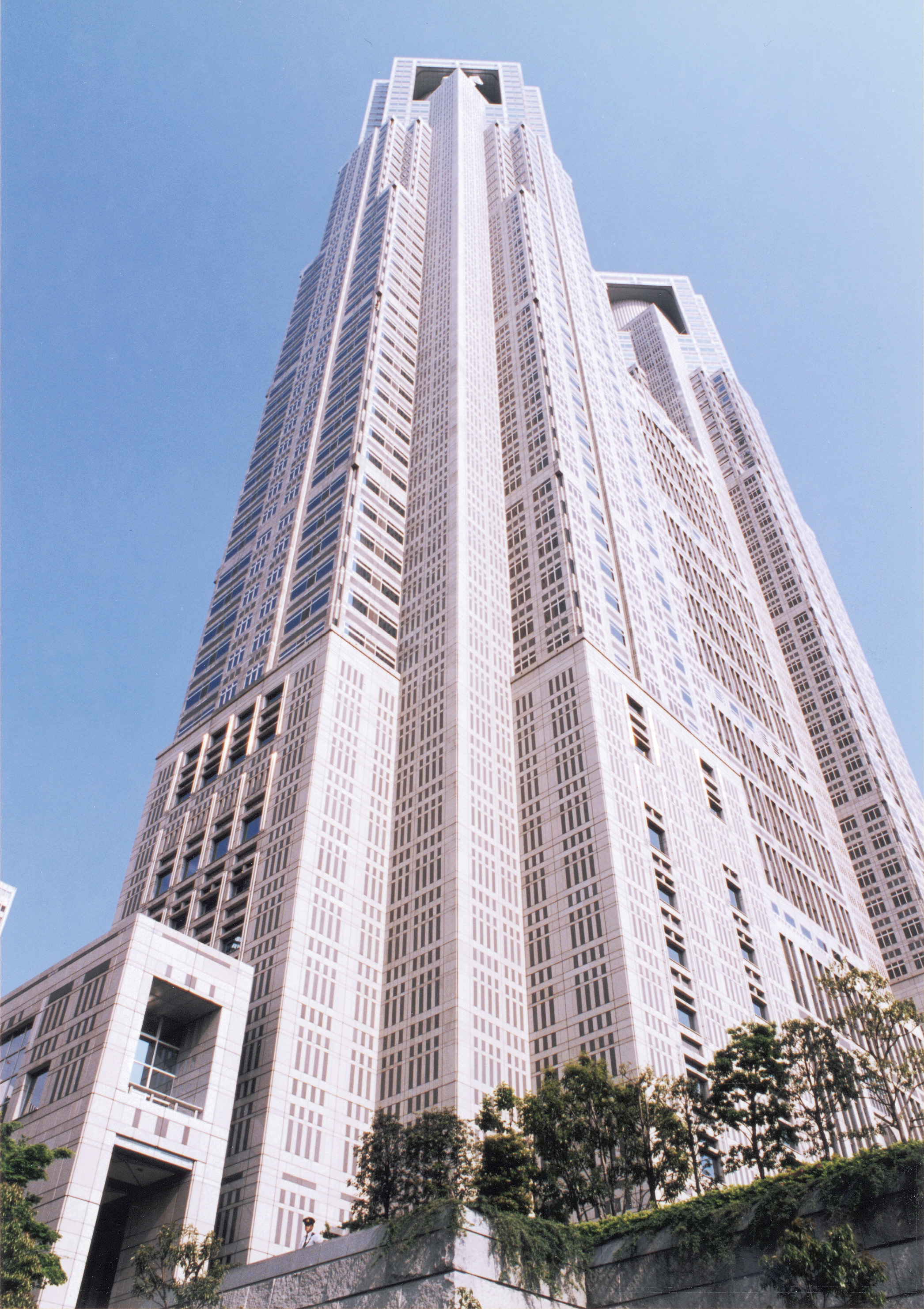
東京都庁第一本庁舎
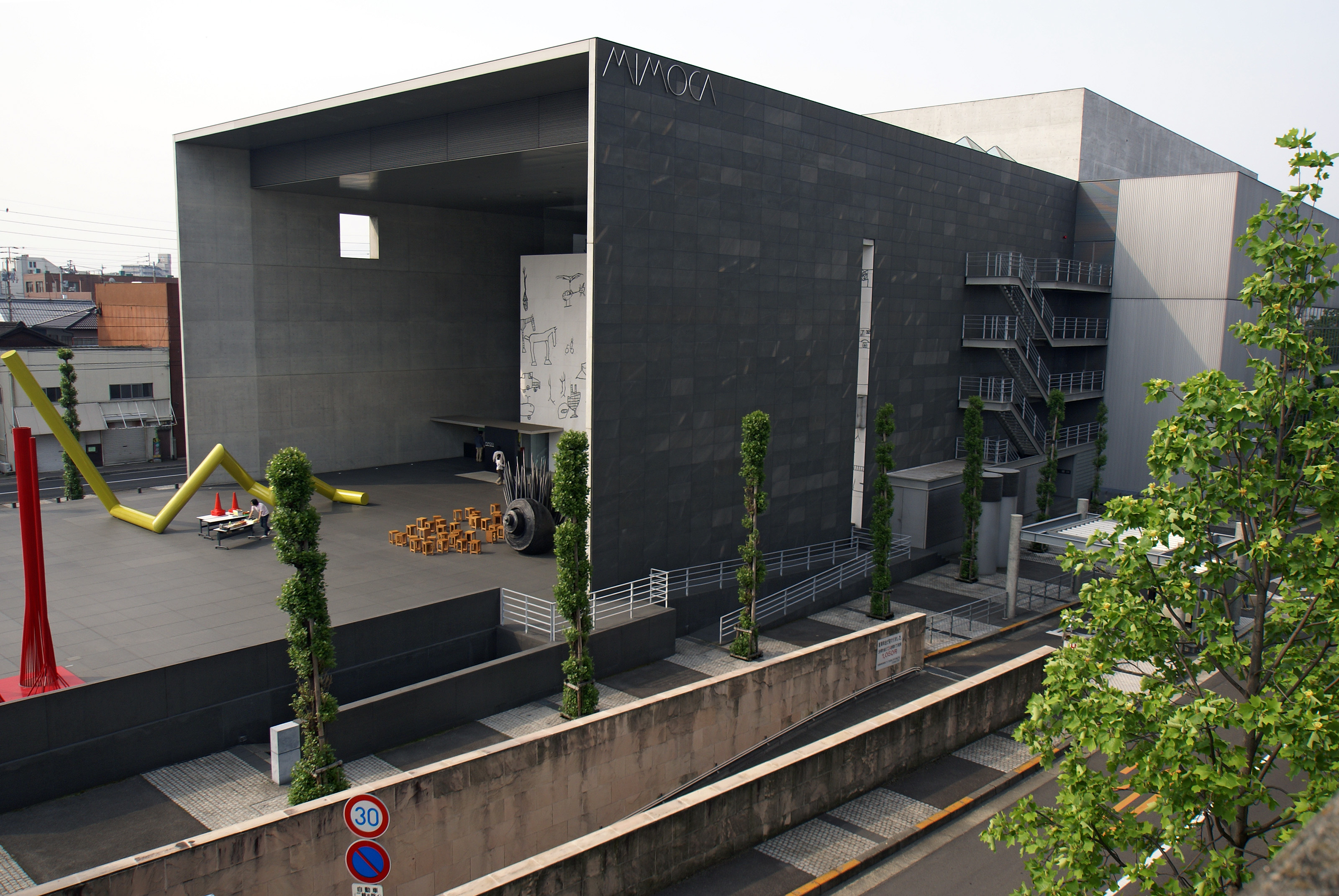
丸亀市猪熊弦一郎現代美術館
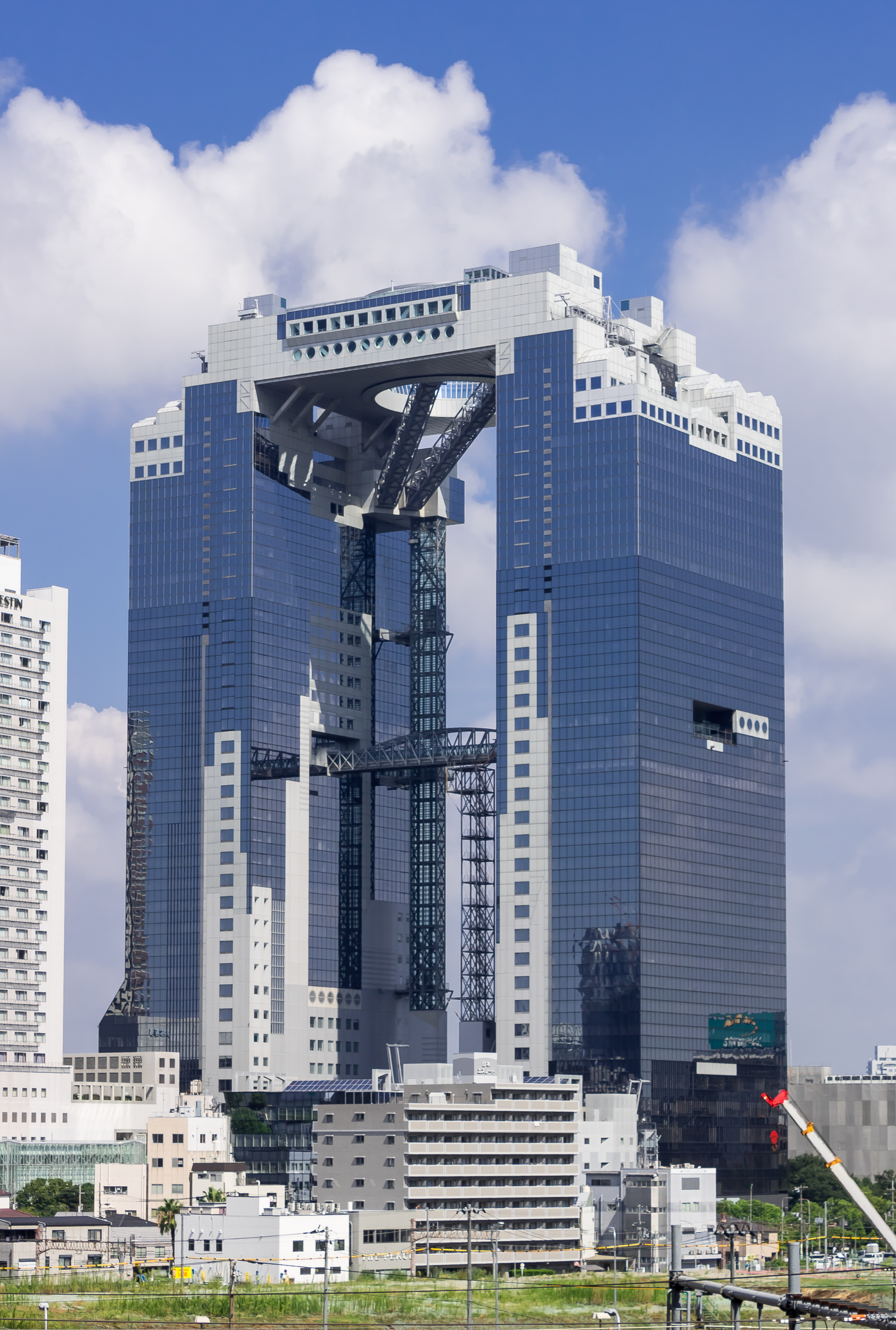
梅田スカイビル
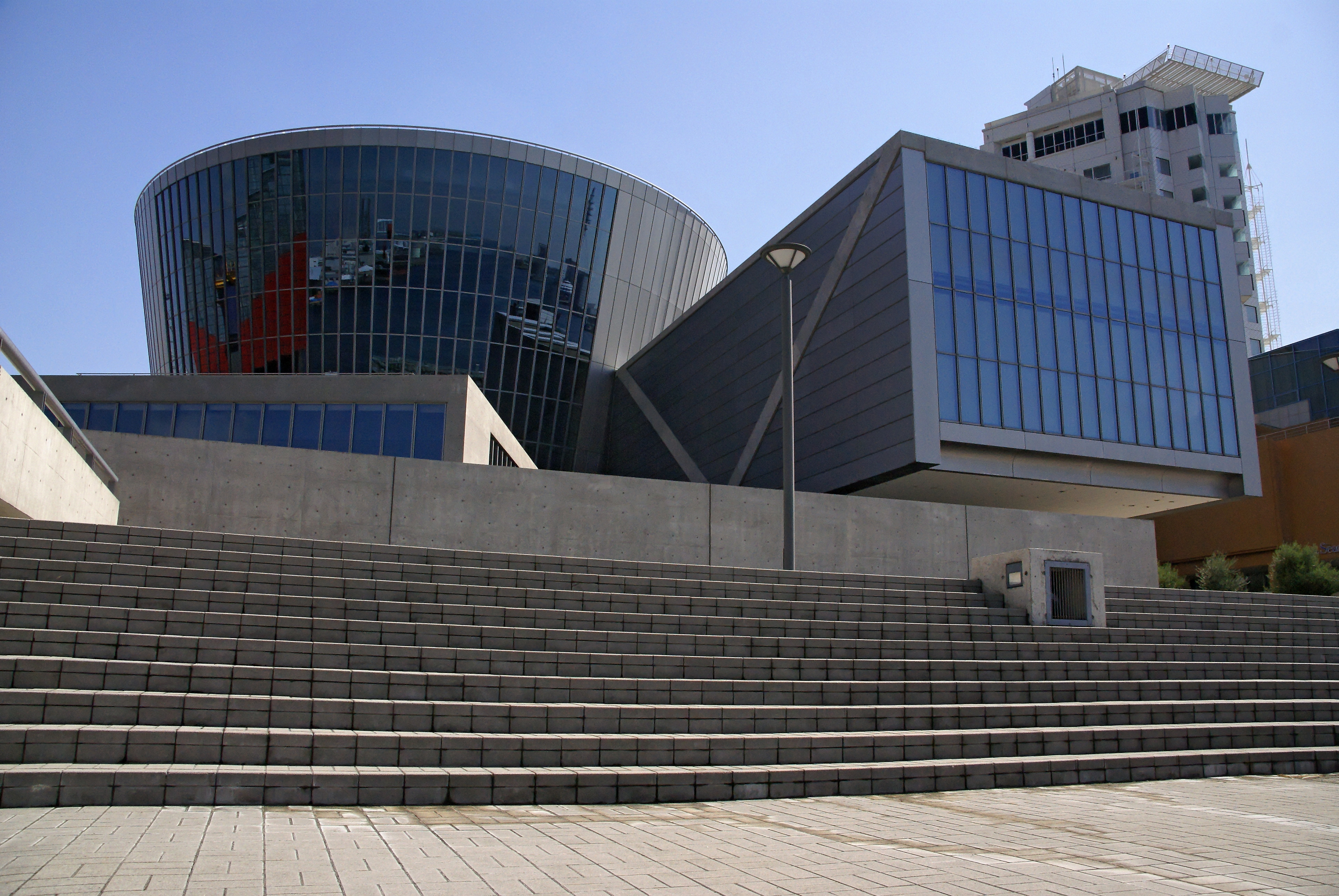
サントリーミュージアム
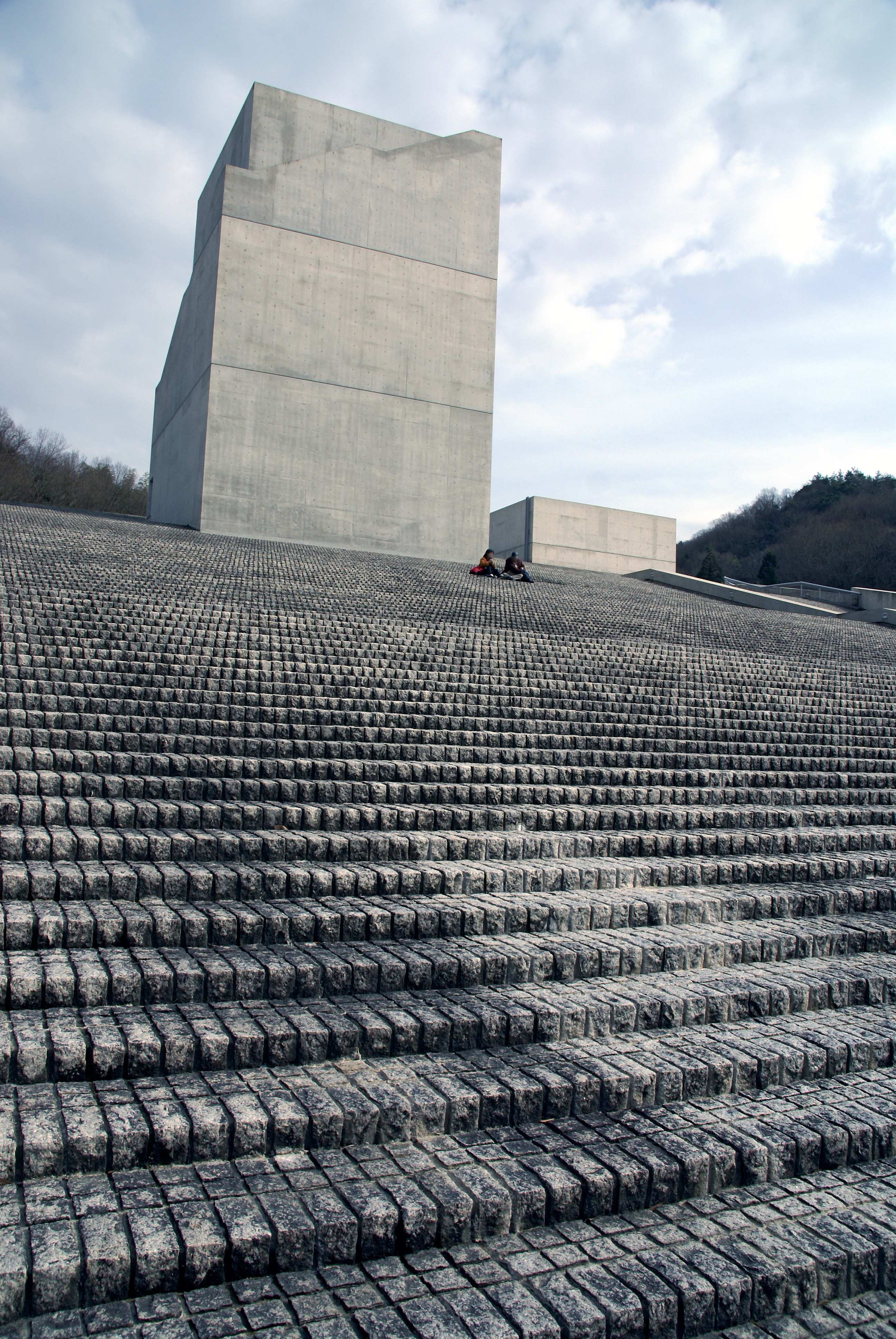
大阪府立近つ飛鳥博物館
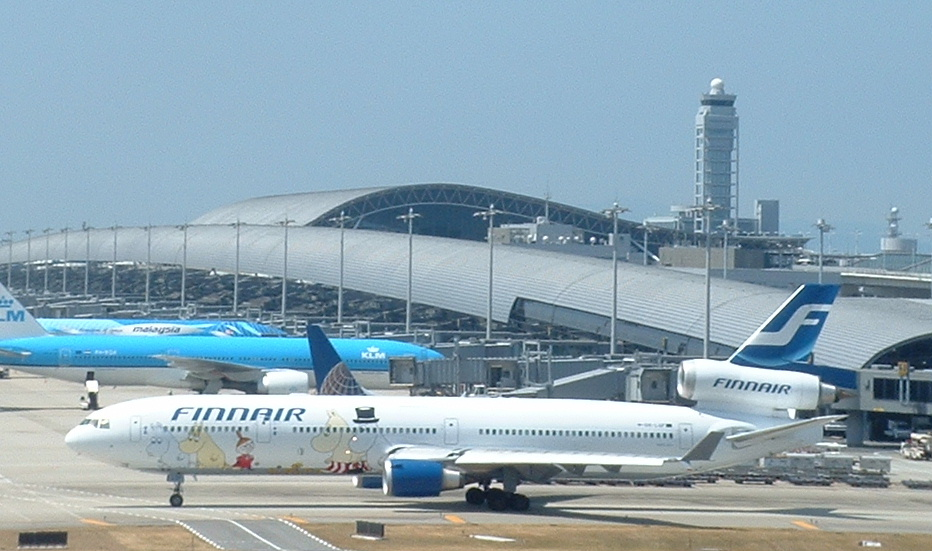
関西国際空港旅客ターミナルビル
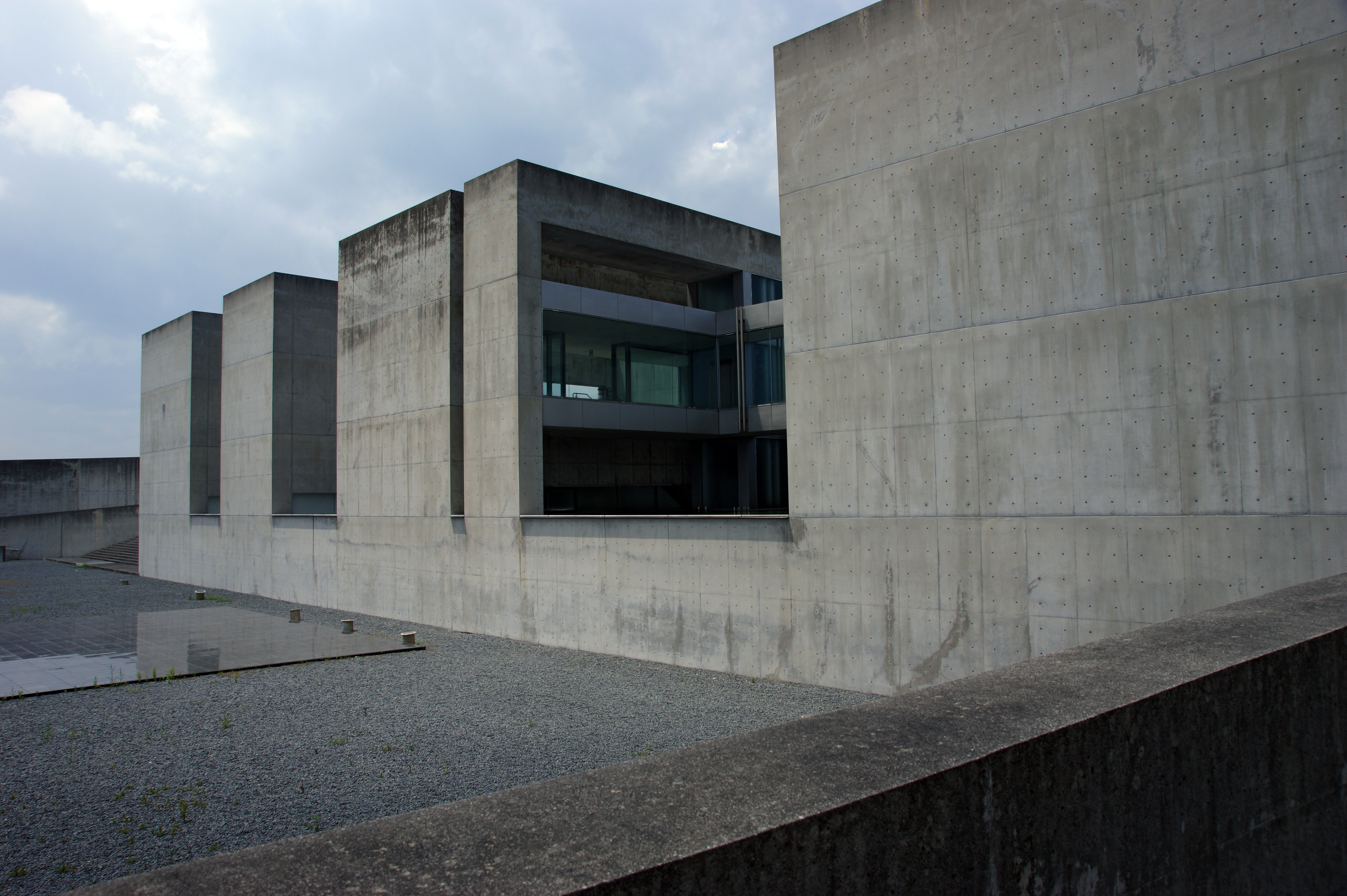
植田正治写真美術館
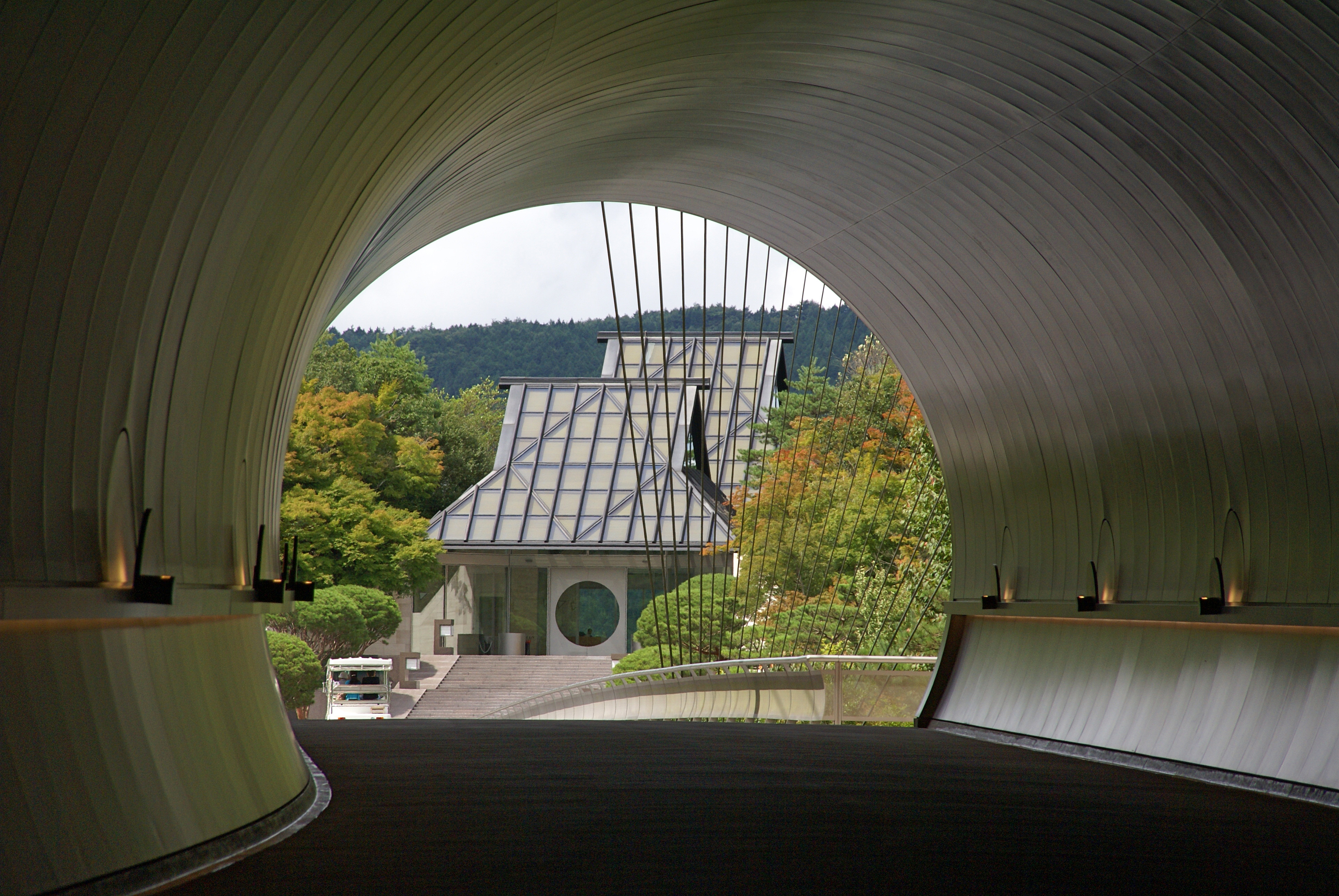
MIHO MUSEUM
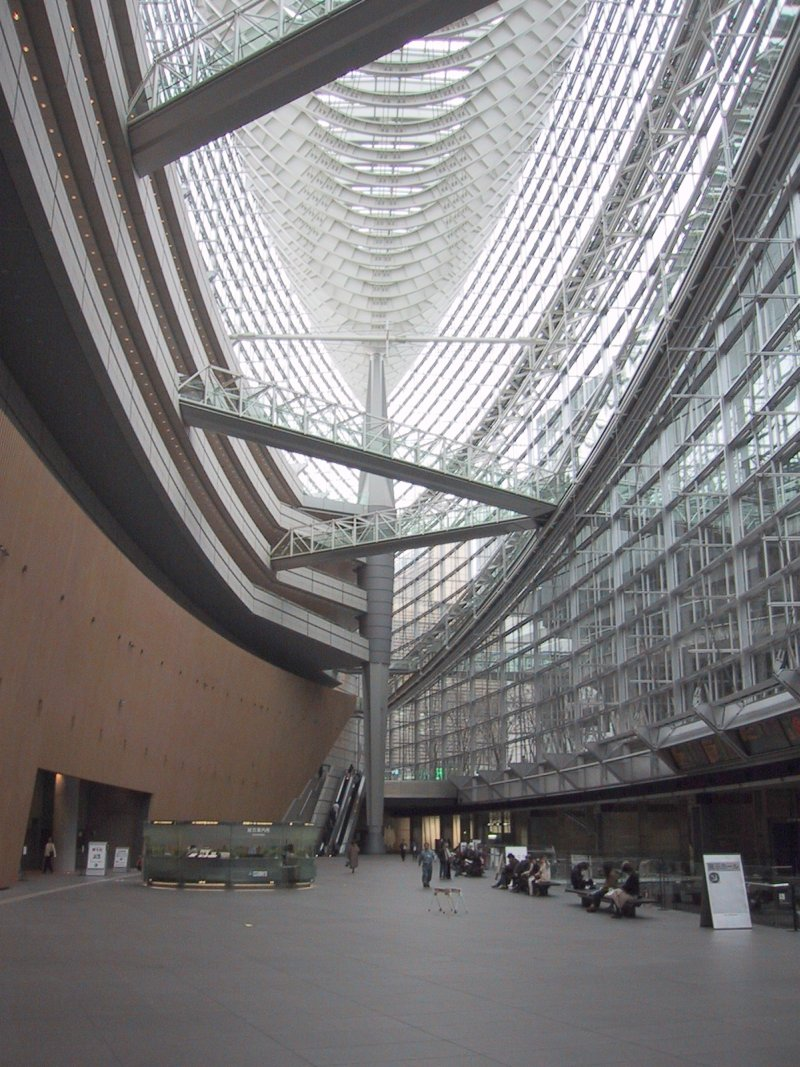
東京国際フォーラム
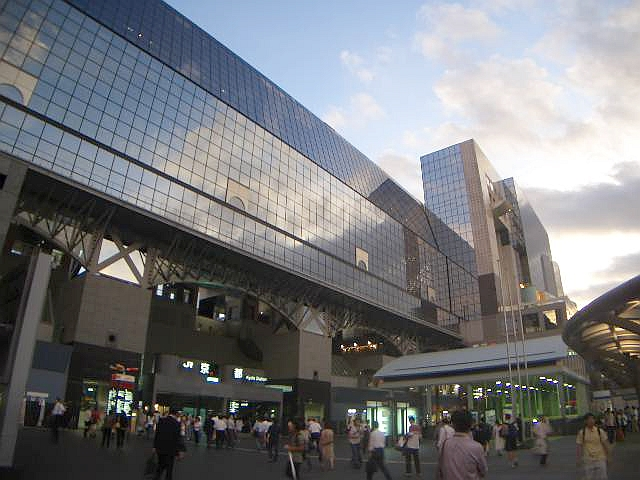
京都駅

## 海外の主要作品
ウィキメディア・コモンズには、1990年代の建築に関するカテゴリがあります。
現況欄の○は現存、✕は現存せず、△は一部現存
| 西暦   | 名称                           | 画像 | 設計者                                  | 所在地             | 国・地域         | 現況 | 指定 | 備考 |
| ------ | ------------------------------ | ---- | --------------------------------------- | ------------------ | ---------------- | ---- | ---- | ---- |
| 1991年 | ノルウェー氷河博物館           |      | スヴェレ・フェーン                      | フィヤールラン     | ノルウェー       | ○    |      |      |
| 1991年 | バイオスフィア2                |      | ジョン・P・アレン                       | オラクル           | アメリカ合衆国   | ○    |      |      |
| 1992年 | アトーチャ駅                   |      | ホセ・ラファエル・モネオ                | ロサンゼルス       | スペイン         | ○    |      |      |
| 1994年 | フランス国立図書館             |      | ドミニク・ペロー                        | パリ               | フランス         | ○    |      |      |
| 1994年 | シグナル・ボックス             |      | ヘルツォーク&ド・ムーロン               | バーゼル           | スイス           | ○    |      |      |
| 1995年 | バルセロナ現代美術館           |      | リチャード・マイヤー                    | バルセロナ         | スペイン         | ○    |      |      |
| 1996年 | 芸術科学都市                   |      | サンティアゴ・カラトラヴァ              | バレンシア         | スペイン         | ○    |      |      |
| 1996年 | テルメ・ヴァルス               |      | ピーター・ズントー                      | ヴァルス           | スイス           | ○    |      |      |
| 1996年 | ニテロイ現代美術館             |      | オスカー・ニーマイヤー                  | ニテロイ           | ブラジル         | ○    |      |      |
| 1996年 | プエルタ・デ・エウローパ       |      | フィリップ・ジョンソン ジョン・バージー | マドリード         | スペイン         | ○    |      |      |
| 1998年 | ビルバオ・グッゲンハイム美術館 |      | フランク・ゲーリー                      | ビルバオ           | スペイン         | ○    |      |      |
| 1998年 | チバウ文化センター             |      | レンゾ・ピアノ                          | ヌメア             | ニューカレドニア | ○    |      |      |
| 1999年 | ドイツ国会議事堂(修復後)       |      | ノーマン・フォスター                    | シュトゥットガルト | ドイツ           | ○    |      |      |
| 1999年 | ベルリン・ユダヤ博物館         |      | ダニエル・リベスキンド                  | ベルリン           | ドイツ           | ○    |      |      |

## コンペ・受賞
- 安藤忠雄がプリツカー賞（1995年）とRIBAゴールドメダル（1997年）受賞
- 槇文彦がプリツカー賞（1993年）とUIAゴールドメダル（1993年）受賞
- アクロス福岡
- さいたまスーパーアリーナ - 建設にあたって建築設計競技が行われ、日建設計の案が採用された。
- スコットランド国際博物館設計競技
- バイエルン社京都薬品研究センター国際指名設計競技
- ヨーテボリ世界文明博物館 国際設計競技
- ロンドン/ドックランドのスウェーデン岸住宅開発の設計
- 一宮市立尾西図書館 - 建設にあたってはプロポーザル方式（設計競技方式）を採用し、図書館を数多く手がけている和（やまと）設計事務所を設計者に選出
- 関西国際空港ターミナルビル - 基本設計コンペはパリ空港公団案が勝利をおさめ、それに基づく建築設計コンペではイタリア人のレンゾ・ピアノが当選
- 岸和田市立浪切ホール - 日建設計の案が採択された。
- 国会議事堂 (ドイツ)建築設計競技
- 湘南台文化センター公開コンペ
- 星田アーバンリビング・デザインコンペティション
- 仙南総合芸術センター（えずこホール）競技設計
- 大崎市立岩出山中学校 - 建築設計競技（コンペ）によって、建築家山本理顕が設計者に選ばれた。審査委員長は六角鬼丈。
- 東京国際フォーラム - 国際建築家連合(UIA)の基準に基づく国際公開コンペが初めて日本で行われ、設計者は建築家のラファエル・ヴィニオリに決まった。
- 富山県警察本部指名設計競技（1990年）
- 墨田区科学学習センター指名設計競技（1990年）
- トゥールーズ国際指名設計競技（1990年）
- フランス・エクサン・プロヴァンス国際指名設計競技（1990年）
- 埼玉県平和資料館（1990年）
- 大阪国際平和センター平和資料館（1990年）
- 世田谷区宮の坂地区会館・宮の坂駅（世田谷線）公開コンペ[1]
- 日仏文化会館国際設計競技[2]
- 至聖三者聖堂 (南極) - 聖堂・教会か修道院を南極に創設しようという意欲的な計画は、1990年代に表面化した。「南極のために聖堂を」と名付けられた募金活動はモスクワ総主教アレクシー2世によって祝福され、全ロシアから寄附が集まった。この計画のために建築家を選ぶコンペが開かれ、バルナウル出身のP.I.アニシフォロフ（Anisifirov）、S.G. ルィバク（Rybak）、A.B.シュミット（Schmidt）が選ばれた。
- アムステルダム市立美術館 - 1990年代初頭にコンペが行われ、ロバート・ヴェンチューリが設計を受託することになった。しかし、1996年にアルヴァロ・シザに交代された
- パリ・日仏文化会館国際オープンコンペティション（1991年）
- 新美南吉記念館公開設計競技、愛知県半田市岩滑（1991年）
- 都営地下鉄12号線駅舎公開コンペティション（1991年）
- 小田原市体育館指名設計競技（1991年）
- コメルツバンク・タワー - フランクフルト・アム・マイン - ノーマン・フォスターが当選（1991年）
- ヌメア・チバウ文化センター - レンゾ・ピアノが当選（1991年）
- 北海道立中央水産試験場構想設計競技（1991年）
- 京都駅駅ビル改築 - 最高120mまでの高さが許容されたが、最終的に勝利したのはもっとも高さが低い（それまでの高さ規制60mに収まる）原広司の案[3][4][5][6]　コンペは踊る「主催者」=「絶対君主」の意のまま[7]
- 近江八幡市立図書館 1992年
- 片倉・打越記念館（1992年）
- 宮城県陸上競技場（1992年）
- ヤクルト社員厚生寮公開設計競技東京建築士会主催 1992年　1994年竣工[8]
- 沖縄県立武道館公開設計競技（1992年）
- 黒部市国際文化センター指名設計競技（1992年）
- 兵庫県立芸術センター指名設計競技（1992年）
- 茂原市庁舎指名設計競技（1992年）
- オリンピック競輪場とスイミングプール、ベリン - ドミニク・ペローが当選（1992年）
- ザルツブルク・コングレスセンター（1992年）
- ベルリン中央駅 - Gerkan、Marg and Partnersが当選（1992年）
- ベルリン帝国議会ビル - ノーマン・フォスターが当選（1992年）
- 宮崎県住宅供給公社住宅設計競技設計（1992年）
- 松原市市庁舎設計競技（1992年）
- なら100年会館 奈良市民ホール国際建築設計競技（1992年）
- 京都市コンサートホール（1992年）
- 島根県加茂町が試みた町民参加のコンペ審査[9]
- 新安全閉じ込め構造物 - 1992年にウクライナ政府は石棺の代替案について国際コンペティションを開催。2007年9月17日にフランスのヴァンシ（Vinci Construction Grands Projets）とブイグ（Bouygues Travaux Publics）が折半出資で立ち上げたコンソーシアム ノヴァルカがNSCの設計・建設を受注したと発表
- ヘルシンキ現代美術館 - 1992年に建築設計競技が行われ、翌年アメリカ人建築家スティーヴン・ホールの案『chiasma』が勝利し、設計者に選ばれた。
- 浦和市コミュニティセンター指名設計競技（1993年）
- 桶川市近代文学館セミオープンコンペ（1993年）
- 桐生市文化会館指名設計競技（1993年）
- 新潟県十日町文化会館指名設計競技（1993年）
- 新潟県長岡市音楽堂指名設計競技（1993年）
- 青梅市庁舎指名設計競技（1993年）
- 相模原市立体育館指名設計競技（1993年）
- 中原中也記念館建築設計コンペティション（1993年）
- 北海道立近代文学館構想設計競技（1993年）
- 名取市斎場競技設計（1993年）
- 上海·浦東新区庁舎設計競技[10][11]
- 桶川市民ホール[12]
- 大阪ドーム 大林組と竹中工務店が争ったが、結局両者の案の長所を取り入れる形となった。[13]
- 新潟市民文化会館プロポーザルデザイン·コンペ[14][15]
- 仙台文学館(1994)
- 近江八幡市立図書館#安土町立図書館/安土図書館(1994-) 1992年7月に建築設計競技を実施、同年11月に建設概要を決定した
- 七類港多目的ターミナル設計コンペ　1994年
- せんだいメディアテーク 1994年-1995年
- マンチェスター・アート・ギャラリー - ホプキンス・アーキテクツが当選（1994年（132 entries）
- 関西国際交流センター指名設計競技（1994年）
- 仙台文学館 - 1994年、仙台文学館全国公開設計競技でネオタイドの案が最優秀賞を受賞
- 近江八幡市かわらミュージアム（1994年）
- 埼玉県立近代文学館及び桶川市民ホール建築設計競技（1994年）
- 草野心平記念館競技設計（1994年）
- 東北歴史博物館設計競技（1994年）
- 名取市文化会館競技設計（1994年）
- 熊本屋内運動広場秋田,大館多目的ドーム提案競技[16]
- こまつドーム提案競技[17]
- 城南アートセンター - 1994年に基本計画とコンペが行われ、2000年に着工
- 蟹江町図書館 - 1994年度から新図書館の建設計画を進め、8社による建築設計競技の結果、1995年6月に町議会定例会で採用作品が発表された
- インスブルック市庁舎 - ドミニク・ペローが当選（1994年）
- 宮城県大崎生涯学習センター（1995年）
- 環境科学国際センター建築設計指名コンペティション　1995年
- 水俣メモリアル国際設計競技　1995年
- 埼玉県環境科学国際センターエスキース 指名コンペ　1995年実施
- 豊川市中央図書館 1995年
- Mid Wales Center for the Art コンペティション（1995年）
- バーベルスベルク国際指名設計競技（1995年）
- フェリックス・ナスバウム博物館、オスナブリュック - Daniel Libeskindが当選（1995年）
- 横浜港大さん橋国際客船ターミナル国際建築設計競技（1995年）
- 北海道立釧路芸術館構想設計競技（1995年）
- 北海道立体育センター構想設計競技（1995年）
- テート・モダン - 1995年1月にスイスの新鋭建築家コンビ、ヘルツォーク&ド・ムーロンの案が採用[18]
- せんだいメディアテーク[19]
- 北九州市メディアドーム·委員長裁定で菊竹グループが当選[20]
- ニューヨーク近代美術館増改築コンペ（1995年実施。2004年竣工）
- 幸田町立図書館#幸田町立文庫(1977-1996) - 1992年に図書館の基本構想設計競技の契約を行い、1993年7月に実施設計契約を行った
- 長岡文化創造フォーラム（仮称）設計競技　1996年
- 仙台市杜の実ドーム（宮城県仙台市、1996年）
- 太田市休泊地域センター設計競技（太田市総合ふれあいセンター：1996年）
- 平田町タウンセンター施設整備公開設計競技　1996年
- 国立国会図書館関西館 - 1996年8月　関西館設計競技が行われ、陶器二三雄氏の作品が最優秀作品に決定[21]
- 豊川市中央図書館 - 建築設計競技によって久米設計名古屋支社を設計者に選定し、1996年5月には新図書館の基本設計を委託、9月には実施設計を委託
- 長岡市シティホールプラザアオーレ長岡 - 1996年に行われたデザインコンペで建築家・岡部憲明のデザイン案で計画が進められ財政難を理由に計画そのものが白紙化されたが、2012年竣工
- スコットランド建築デザインセンター国際公開コンペティション（1996年）
- 埼玉県環境科学国際センター（1996年）
- 埼玉県立大学 - 埼玉県立看護福祉大学設計競技　キャンパスは建築設計競技により選定された山本理顕が設計を担当した。（1996年）
- 町田市玉川学園高齢者在宅サービスセンター（1997年）
- 増穂町温泉利用健康増進施設（1997年）
- フランス大使館、ベルリン - Christian de Portzamparc、1997（7名の招聘建築家）
- 伊豆長岡町屋内温水プール競技設計, 1997年
- 紫波町庁舎（岩手県紫波町、1997年）
- 沖縄国際交流情報センター設計競技 1997年
- 鳥取砂丘博物館公開設計競技　1997年
- 札幌ドームプロポーザル国際設計競技 　1997年
- 師勝町総合福祉センター設計競技　1997年
- 中伊豆町保健福祉センター競技設計, 1997年
- メルボルン・フェデレーションスクエア - ラボアーキテクチャスタジオが当選（1997年（応募数177）
- フィルハーモニー・ルクセンブルク - クリスチャン・ド・ポルザンパルクが当選（1997年）
- 鴻巣市文化センター設計競技（1997年）
- 北海道道議会庁舎等構内整備構想設計競技（1997年）
- 北海道立北方四島交流施設構想設計競技（1997年）
- 住宅設計インターネットで住宅の公開コンペ 住民投票で実施案を決定[22]
- 郡山メッセ（ビッグパレットふくしま）競技設計 1998
- 五所川原克雪ドーム（青森県五所川原市、1998年）
- 中国国家大劇院国際設計競技 (1998)
- 0123はらっぱ公開設計コンペティション　1998年
- 国立組踊劇場公募型プロポーザル設計競技　1998年
- 山形県立山形駅西口文化施設設計プロポーザル　1998年
- 京都簡易保険新型健康増進施設公募型プロポーザル設計競技　1998年
- ウェールズ国会議事堂、カーディフ - リチャード・ロジャースが当選（1998年（55 entries）
- スコットランド議会ビル、エジンバラ - エンリック・ミラージェスが当選（1998年（5名の有資格者）
- 新アレクサンドリア図書館 - スノヘッタが当選（1998年（応募数523）
- マコーミック・トリビューンキャンパス・センター、シカゴ - レム・コールハースが当選（1998年）
- 国際決済銀行増築国際設計競技（バーゼル　1998年）
- 石川県小松市宮本三郎美術館設計コンペティション（1998年）
- 青森県総合芸術パークグランドデザインプロポーザルコンペ[23]
- 広州国際会議展覧中心国際コンペ 1999年
- 相模市立富士見小学校（1999年）
- 欧州中央銀行 - 1999年、欧州中央銀行は国際建築コンペティションを開いて新本店ビルのデザインを募集した。結果、ウィーンを拠点に活動する設計事務所コープ・ヒンメルブラウが優勝した。
- 中和市福祉施設設計コンペティション（1999年）
- 青森県のドーム[24]
- 神戸市のスタジアム事業コンペ[25]
- 小松市宮本三郎美術館[26]
- 神戸下町を舞台にまちづくり設計競技[27]
- NHK.跡地開発[28]
- ネルソン・アトキンス美術館 - 1999年に増築のためのコンペが行われ、スティーヴン・ホールの設計で2007年6月にオープンした